# Bausparkasse der österreichischen Sparkassen
Die  Bausparkasse der österreichischen Sparkassen Aktiengesellschaft (Eigenschreibweise: s Bausparkasse) ist eine von vier Bausparkassen in Österreich.

## Geschichte
Die Bausparkasse wurde am 21. April 1941 als Öffentliche Bausparkasse für die Ostmark als  Abteilung der Girozentrale der ostmärkischen Sparkassen gegründet und am 31. Mai 1941 in das  Firmenbuch als Öffentliche Bausparkasse der Ostmark eingetragen. Unter dem Namen Öffentliche Bausparkasse für Österreich erfolgte 1945 der Neubeginn. Durch eine Änderung der Rechtsform der Girozentrale wurde sie 1960 in Bausparkasse der österreichischen Sparkassen umbenannt, blieb aber nach wie vor eine selbständige bilanzierende Abteilung der Girozentrale.

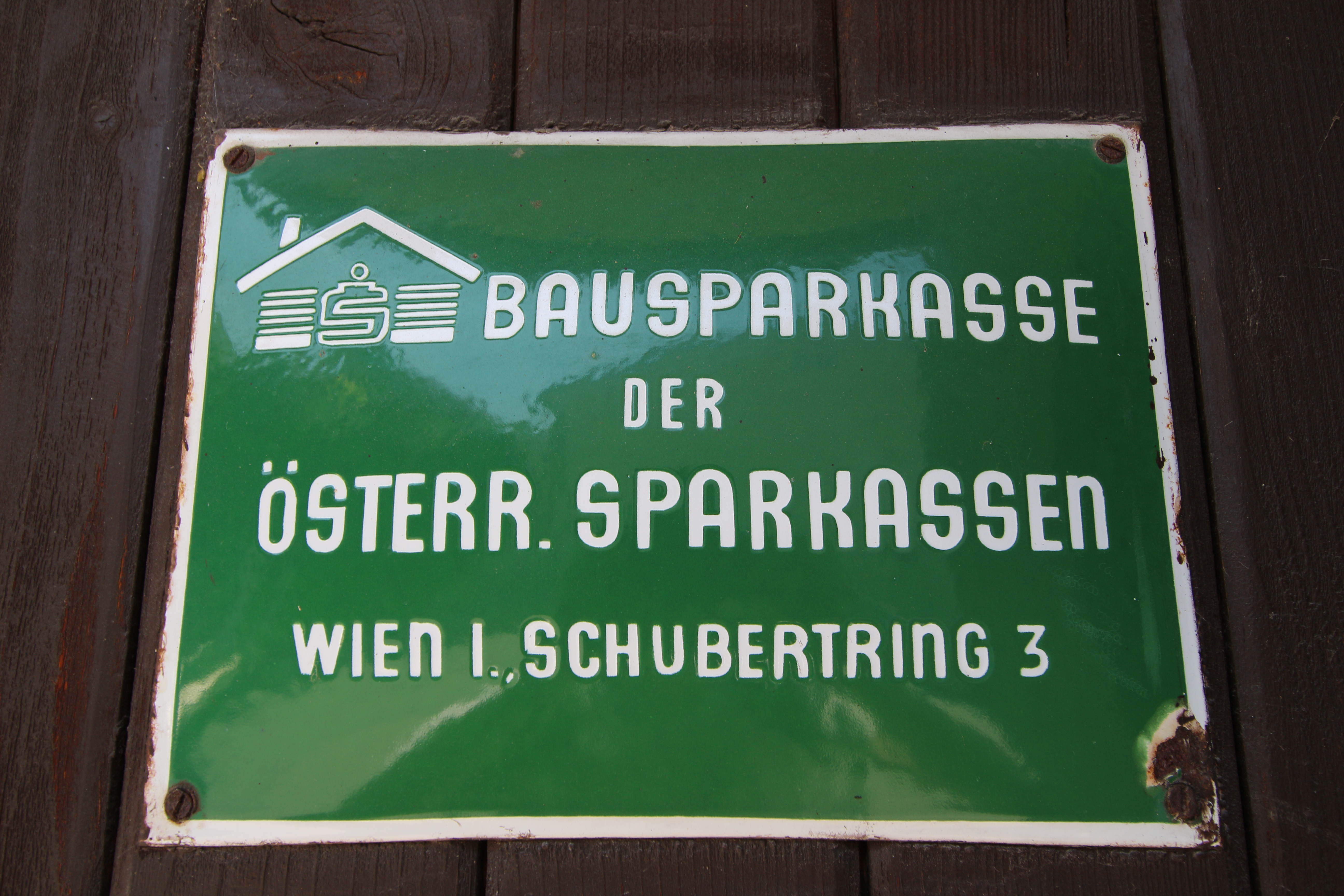
Altes Schild und Logo der Bausparkasse in Gänserndorf

In den 1990er Jahren erfolgte die Umwandlung zur Bausparkasse der österreichischen Sparkassen AG. Unter diesem Namen wurde sie eine selbständige Aktiengesellschaft. Die jetzige Bezeichnung des Unternehmens (s Bausparkasse) soll die Zugehörigkeit zur Erste Bank-/Sparkassengruppe verdeutlichen.

## Auszeichnungen
- Bronze-Effie in der Kategorie "Finance" für die Herbstkampagne 2022
- "Beste Bausparkasse" | Finanzmagazin Börsianer
- Zertifizierung Beruf und Familie[2] 2006 – seitdem alle vier Jahre rezertifiziert
- Multimedia Staatspreis
- World Summit Award
- Staatspreis Knewledge[3]
- Goldmünze[4]
- Career's best Recruiter Siegel in Silber
- TRIGOS[5]
- FMVÖ-Recommender Award[6]